# 警察沿岸警備隊 (シンガポール)
警察沿岸警備隊（けいさつえんがんけいびたい、英語: Police Coast Guard、マレー語: Polis Pengawal Pantai、中国語: 警察海岸保卫处、タミル語:காவல்துறை கடலோர காவல்படை）は、水上警察と沿岸警備隊を統合したシンガポール警察の部門の一つ。
任務には、シンガポール海事港湾庁および入国管理局との協力による法の執行と捜索救助活動が含まれる。ブラニ島の旧ブラニ海軍基地に本部を置く。

## 歴史
1965年にシンガポールが独立すると、国家に対する責任の増大に伴い、部隊は格上げされた。 1970年には、本部をカラン盆地のカラン地域基地に移転し、海兵師団として知られるようになった。
海洋師団は大規模な再編成を経て、1993年2月13日に警察沿岸警備隊と改称された。不法移民や外国政府船舶の侵入防止、シンガポール海峡にある係争中のペドラ・ブランカ島のホースバーグ灯台の警備など、海洋警備の役割が拡大したためである。PCGは、1993年5月7日に迎撃飛行隊、港湾飛行隊、沿岸警備飛行隊の3つの飛行隊に再編成され、1997年1月22日に特別任務飛行隊（STS）が発足した。
2006年3月20日、マリーナ湾とカラン盆地のダム建設計画に伴い、本部は現在のブラニ海軍基地に移転した。ブラニの警察沿岸警備隊本部は、 2007年2月8日にウォン・カン・セン内務大臣によって正式に開設された。

## 人材
警察沿岸警備隊は1,000人以上の人員を擁し、シンガポール警察で最大の作戦部隊の1つである。陸上部隊や他のほとんどの部隊と同様に、伝統的に共通の警察養成学校から人員を集めてきた。 大半は基礎警察訓練後すぐに配属され、残りは他の部門や部隊から異動する。 近年は、志望する一般将校が直接同部隊に応募して入隊することもできるようになったため、ホームチーム・アカデミーの共通コースに入学後、特殊な海洋訓練を受ければ、卒業後に直接同部隊に配属される。
特殊な職であるため、PCGの将校が他の部隊に異動する可能性は低い。 しかし、PCGの上級将校は通常、調査官として配属された後、職員や一線部隊を周期的にローテーションする一環として、通常約2年から5年の短期間、PCGに配属される。 同部隊の人員は、国家兵やボランティア警察の将校によって補完されている。